# Paul Di'Anno
Paul Di'Anno, all'anagrafe Paul Andrews (Chingford, 17 maggio 1958 – Salisbury, 21 ottobre 2024), è stato un cantante britannico, noto soprattutto per essere stato il cantante del gruppo musicale britannico Iron Maiden dal 1978 al 1981.

## Biografia

### Carriera musicale

#### Iron Maiden

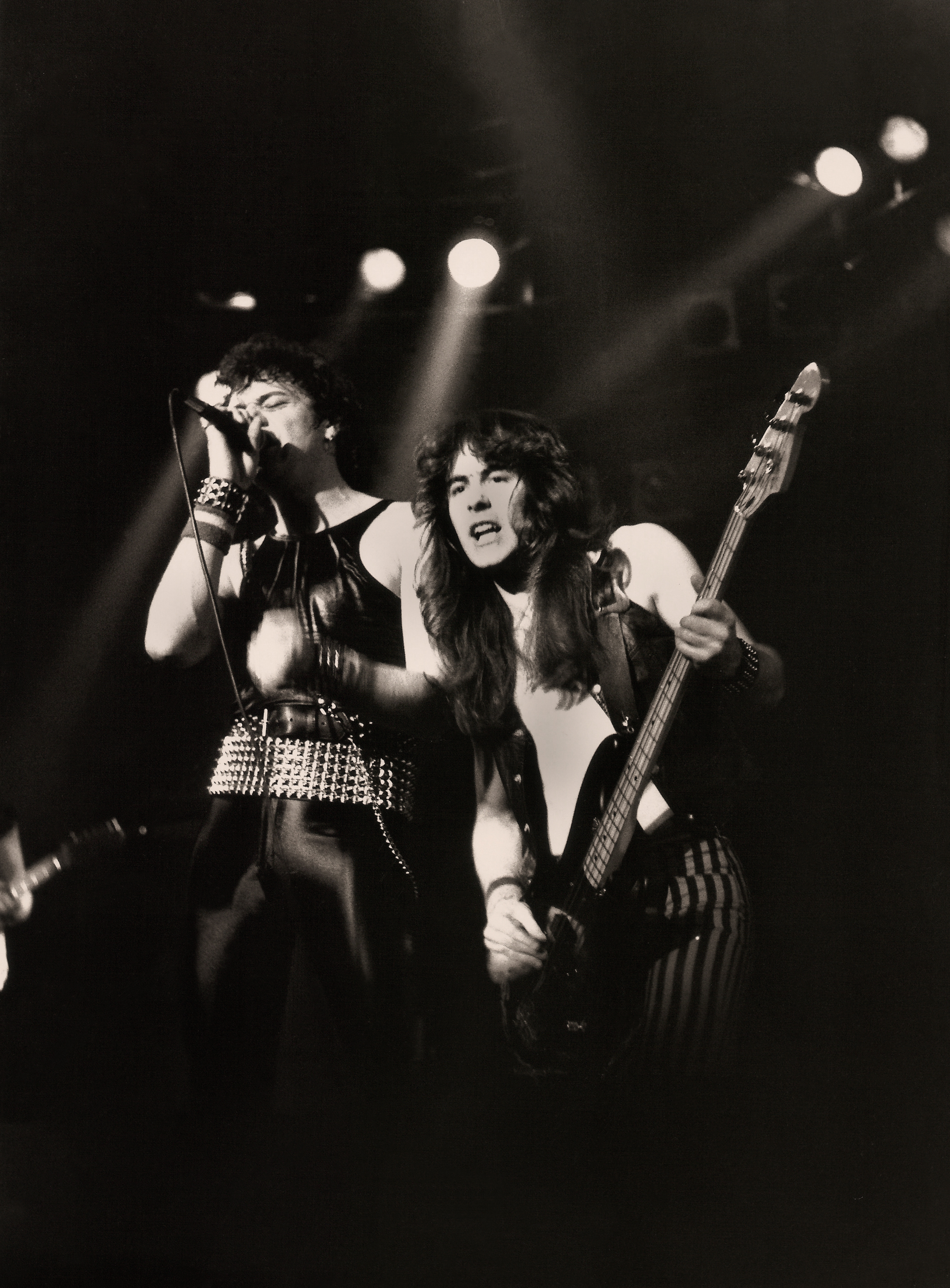
Di'Anno con Steve Harris nel 1980, in concerto con gli Iron Maiden.

Di'Anno diede un grande contributo alla popolarità degli Iron Maiden, grazie alla sua voce di stampo blues, ma venne poi allontanato dal gruppo a causa dei problemi derivati dall'abuso di droga e alcool. Alla fine del 1981 venne sostituito da Bruce Dickinson. Dopo l'uscita di Dickinson dagli Iron Maiden nel 1993 si pensava a un suo rientro nel gruppo; tuttavia il gruppo scelse Blaze Bayley (proveniente dai Wolfsbane), il quale rimase fino al 1999, anno in cui Dickinson ritornò nel gruppo.

#### Di'Anno
Nel 1983 il cantante fondò i Di'Anno (inizialmente conosciuti come Lonewolf), con i quali pubblicarono l'omonimo album. Il gruppo comprendeva Lee Slater e P.J. Ward alla chitarra, Kevin Browne al basso e Mark Venables alla tastiera. Nel 1985, dopo il primo tour, il gruppo si sciolse. Si riuniranno nel 2000, pubblicando l'album Nomad.

#### Gogmagog
Poco dopo lo scioglimento dei Di'Anno, Di'Anno fondò i Gogmagog, composti da Pete Willis (ex chitarrista dei Def Leppard), Janick Gers (ex chitarrista dei Gillan e successivamente chitarrista degli Iron Maiden dal 1990), Neil Murray (ex bassista dei Whitesnake) e Clive Burr (ex batterista degli Iron Maiden). Il gruppo pubblicò soltanto l'EP I Will Be There per poi sciogliersi.

#### Battlezone
Nel 1986 Di'Anno fondò i Battlezone, con John Hurley e Darren Aldridge alle chitarre, Laurence Kessler al basso e Adam Parsons alla batteria (il quale venne rimpiazzato da Bob "Sid" Falck degli Overkill). Il gruppo pubblicò un primo album, Fighting Back, e nel corso del primo tour avvenuto negli Stati Uniti, Hurley e Falck escono dal gruppo a causa di divergenze caratteriali. I due furono rispettivamente sostituiti da Graham Bath e da Steve Hopgood. Il gruppo completò il tour e successivamente pubblicò il secondo album Children of Madness (1987). Da quest'ultimo anno fino al 2008 il gruppo vedrà una lunga sequenza di cambi di formazione, nonostante i quali riuscirà a pubblicare altri quattro album: Warchild (1988), Feel My Pain (1998), Cessation of Hostilities (2001) e The Fight Goes On (2008).

#### Killers
In parallelo ai Battlezone, nel 1990 Di'Anno fondò i Killers, con John Gallagher dei Raven al basso (sostituito poi da Gavin Cooper nel 1992), Cliff Evans e Ray Ditone alle chitarre, e Steve Hopgood alla batteria. Il gruppo, senza materiale proprio, partì per un tour in Sud America durante il quale pubblicarono l'album dal vivo Assault on South America. Una volta ottenuto un contratto con la BMG, il gruppo pubblicò il primo album in studio, Murder One, uscito nel 1992. Il gruppo proseguirà la propria attività fino al 2002 pubblicando altri quattro album: Menace to Society (1994), Live (1997), New Live & Rare (1998), Live at the Whiskey (2001), e Screaming Blue Murder - The Very Best of Paul Di'Anno's Killers (2002).

### Altre attività
Nel 2003 inizia la sua collaborazione con la tribute band italiana Children of the Damned.
Dopo aver vissuto in Brasile per vari anni è tornato a vivere nel Regno Unito, a Salisbury, e nel 2006 ha pubblicato il suo ultimo album solista, The Living Dead.
Il 10 luglio 2012 il cantante ha annunciato il suo abbandono dalle scene musicali alla conclusione dei concerti che lo avrebbero impegnato nel 2013, anno in cui ha intrapreso una tournée europea. Verso la fine del 2021 è stato tuttavia annunciato il suo ritorno sulle scene musicali con un concerto speciale programmato per il 21 maggio 2022 a Zagabria; il 2022 ha segnato inoltre la creazione dei Warhorse, con i quali Di'Anno ha pubblicato il DVD singolo Stop the War/The Doubt Within.

### Ultimi anni, problemi di salute e morte
Nel gennaio 2021 è stato lanciato un crowdfunding per raccogliere fondi per un intervento chirurgico al ginocchio del cantante, dopo diversi anni di cattiva salute. Nel settembre dello stesso anno è stato riferito che Di'Anno era ancora in attesa dell'intervento chirurgico: in una foto, il cantante mostrava la sua gamba gravemente gonfia. Una volta raggiunto l'obiettivo del crowdfunding, nel mese di novembre Di'Anno si è trasferito in Croazia per sottoporsi a cure e interventi chirurgici al ginocchio; al termine dell'intervento, l'artista ha confermato le voci secondo cui gli Iron Maiden avevano contribuito a pagare la parte finale delle sue cure in Croazia.
Il 21 ottobre 2024 l'etichetta Conquest Music ha comunicato che Di'Anno era morto nella sua casa di Salisbury all'età di 66 anni, dopo «essere stato colpito da gravi problemi di salute negli ultimi anni che lo hanno portato a esibirsi su una sedia a rotelle». La famiglia ha in seguito rivelato che la causa della morte è stata una lesione a livello della sacca attorno al cuore, al cui interno si era riversato sangue proveniente dell'aorta, portando all'arresto cardiaco.
Steve Harris, leader e bassista degli Iron Maiden, in seguito alla scomparsa di Di'Anno, gli ha dedicato un toccante e lungo messaggio. Anche i cantanti Blaze Bayley (negli Iron Maiden nella seconda metà degli anni novanta) e Bruce Dickinson hanno reso omaggio all'artista, con il secondo che ha citato gli album Iron Maiden e Killers per l'importanza di come abbiano influenzato il gruppo britannico per la loro lunga carriera di quasi 50 anni.

## Vita privata
Paul Di'Anno si è dichiarato ateo e fortemente critico nei confronti della Chiesa cattolica; nel 2005 pubblicò la sua autobiografia intitolata The Beast. Si era sposato cinque volte ed ebbe sei figli.
Il 13 febbraio 2011 Paul venne arrestato per frode poiché percepiva dalla previdenza inglese una pensione di invalidità per inabilità lavorativa mentre continuava a esibirsi sui palchi di tutto il mondo (oltre 60 concerti l'anno nel 2006 e 2007). L'11 marzo 2011 il giudice emise la sentenza di condanna a 9 mesi di reclusione.

## Discografia

### Da solista
- 1997 – The World's First Iron Man
- 1997 – As Hard as Iron
- 1999 – Beyond the Maiden: The Best of...
- 1999 – The Masters
- 2001 – The Beast (Live)
- 2003 – The Beast in the East (DVD)
- 2006 – The Living Dead
- 2006 – The Maiden Years: The Classics
- 2007 – Iron Maiden Days and Evil Nights
- 2010 – The Early Iron Maiden Songbook
- 2014 – The Beast Arises (Live)

### Con gli Iron Maiden
- 1979 – The Soundhouse Tapes (EP)
- 1980 – Iron Maiden
- 1980 – Live!! +one (EP)
- 1981 – Killers
- 1981 – Maiden Japan (EP)

### Con i Di'Anno
- 1984 – Di'Anno
- 2000 – Nomad

### Con i Gogmagog
- 1985 – I Will Be There (EP)

### Con i Battlezone
- 1986 – Fighting Back
- 1987 – Children of Madness
- 1998 – Feel My Pain
- 2001 – Cessation of Hostilities

### Con i Killers
- 1992 – Murder One
- 1994 – Menace to Society
- 1997 – Live
- 1998 – New Live & Rare
- 2001 – Live at the Whiskey
- 2002 – Screaming Blue Murder - The Very Best of Paul Di'Anno's Killers

### Con Dennis Stratton
- 1995 – The Original Iron Men
- 1996 – The Original Iron Men 2
- 1996 – As Hard As Iron

### Album tributo con Paul Di'Anno
- 1999 – 666 The Number One Beast - A Tribute to Iron Maiden anche conosciuto come The Maiden Years - Tribute to Iron Maiden
- 1999 – 666 The Number One Beast Volume 2 anche conosciuto come The Maiden Story
- 2000 – Gimme All Your Top - A Tribute to ZZ Top
- 2000 – The Boys Are Back - A Tribute to Thin Lizzy
- 2001 – Only UFO Can Rock Me
- 2001 – Another Hair of the Dog - A Tribute to Nazareth
- 2004 – Numbers from the Beast: An All Star Salute to Iron Maiden
- 2006 – '80s Metal - Tribute to Van Halen, 2006